# 27709 Orenburg
27709 Orenburg è un asteroide della fascia principale. Scoperto nel 1988, presenta un'orbita caratterizzata da un semiasse maggiore pari a 2,9968713 UA e da un'eccentricità di 0,0734234, inclinata di 9,35535° rispetto all'eclittica.